# مری هریس جونز
مری هریس جونز (انگلیسی: Mary Harris Jones؛ زاده ۱ مهٔ ۱۸۳۷ درگذشته ۳۰ نوامبر ۱۹۳۰) یک معلم مدرسه و مددکار آمریکایی ایرلندی بود که به عنوان یک نماینده کارگری برجسته و کارگزار اجتماعی شناخته می‌شد. او به هماهنگی اعتصابات بزرگ و همکاری کارگران صنعتی جهان کمک کرد.
جونز به عنوان یک معلم و خیاط زنانه مشغول به کار بود، اما پس از اینکه همسر و چهار فرزندش در سال ۱۸۶۷ از تب زرد درگذشتند و فروشگاه لباس او در آتش‌سوزی بزرگ ۱۸۷۱ شیکاگو نابود شد، او به عنوان یک سازمانده قهرمان کارگری و اتحادیه کارگری کار خود را شروع کرد. از ۱۸۹۷ در سن ۶۰ سالگی او به عنوان مادر جونز شناخته شد. در سال ۱۹۰۲ او به عنوان «خطرناک‌ترین زن در آمریکا» نامیده شد و موفق به سازماندهی کارگران معدن و خانواده‌هایشان علیه صاحبان معادن شد. در سال ۱۹۰۳، در اعتراض به اجرای ضعیف قانون کار کودکان در معادن پنسیلوانیا و کارخانه‌های ابریشم، او راهپیمایی کودکان را از فیلادلفیا به خانه رئیس‌جمهور تئودور روزولت در نیویورک سازماندهی کرد.
در سال ۱۹۷۶ مجله مادر جونز برای او تأسیس و نامگذاری شده‌است.

## زندگی‌نامه
مری هریس جونز در شمال شمال شهر کورک ایرلند متولد شد، تاریخ دقیق تولد او نامشخص است، او در ۱ اوت ۱۸۳۷ تعمید گرفت، مری هریس و خانواده‌اش همچون بسیاری از خانواده‌های ایرلندی قربانی قحطی بزرگ شدند، این قحطی بیش از یک میلیون خانواده را آواره کرد و از ایرلند راند، از جمله خانواده هریس را، که به شمال آمریکا مهاجرت کردند. با توجه به مرگ و میر ناشی از گرسنگی و مهاجرت گسترده جمعیت ایرلند تقریباً ۲۰ تا ۲۵ درصد کاهش یافت.

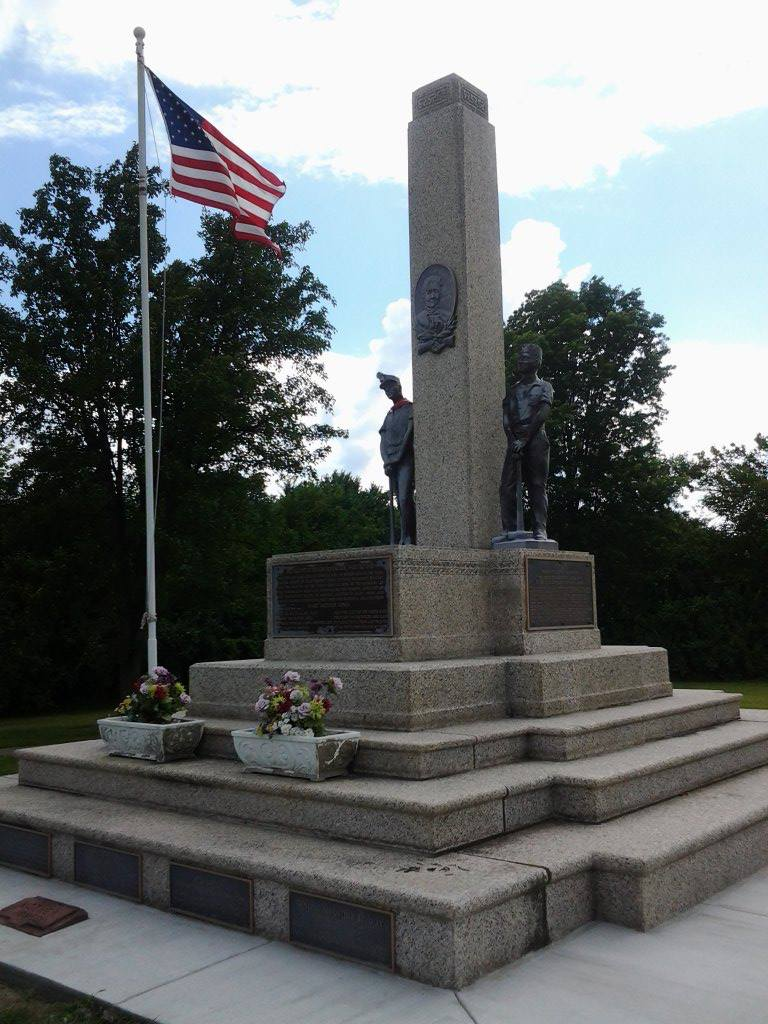
محل دفن مادر جونز در گورستان اتحادیه معدن‌کاران در کوه الیو، ایلینوی

## درگذشت
مری هریس در سن ۹۳ سالگی در تاریخ ۳۰ نوامبر ۱۹۳۰ در سیلور اسپرینگ، مریلند درگذشت،
او در گورستان اتحادیه معدن‌کاران در کوه الیو، ایلینوی، در کنار معدنچیانی که در سال ۱۸۹۸ نبرد ویرلن کشته شدند دفن شده‌است.